# نشان ملی نیجریه
نشان ملی نیجریه از یک سپر سیاه با رنگ سفید مواج تشکیل شده است که نمادی از تلاقی رودخانه‌های نیجر و بنوئه در لوکوجا است. سپر سیاه نشان‌دهنده خاک حاصلخیز نیجریه است، در حالی‌که دو اسب نگهدارنده در هر طرف نشان‌دهنده وقار و کرامت هستند. عقاب نشان‌دهنده قدرت است، در حالی که پیچش‌های سبز و سفید در بالای سپر نشان‌دهنده خاک غنی است.
گل‌های قرمز در پایه شیپور زرد، گل ملی نیجریه هستند. این گل برای گنجاندن در نشان انتخاب شد زیرا در سراسر نیجریه یافت می‌شود و همچنین نشان‌دهنده زیبایی این کشور است. شعار ملی نیجریه از سال ۱۹۷۸ بر روی نوار قرار دارد: «وحدت و ایمان، صلح و پیشرفت» (پیشتر «صلح، وحدت، آزادی»).

## مهرهای دولتی

مهر رئیس جمهور
مهر معاون رئیس جمهور
مهر مجلس سنا
مهر مجلس نمایندگان

## نشان‌های تاریخی

نشان شهرکهای بریتانیا در غرب آفریقا
نشان مستعمره لاگوس
نشان حفاظت از رودخانه‌های نفتی
نشان حفاظت از سواحل نیجر
نشان حمایت از نیجریه شمالی
نشان حمایت از نیجریه جنوبی
نشان نیجریه استعماری (۱۹۱۴-۱۹۵۲، ستاره سبز داوود روی زمینه قرمز)
نشان نیجریه استعماری (۱۹۵۲-۱۹۶۰، ستاره سبز داوود روی دیسک قرمز)
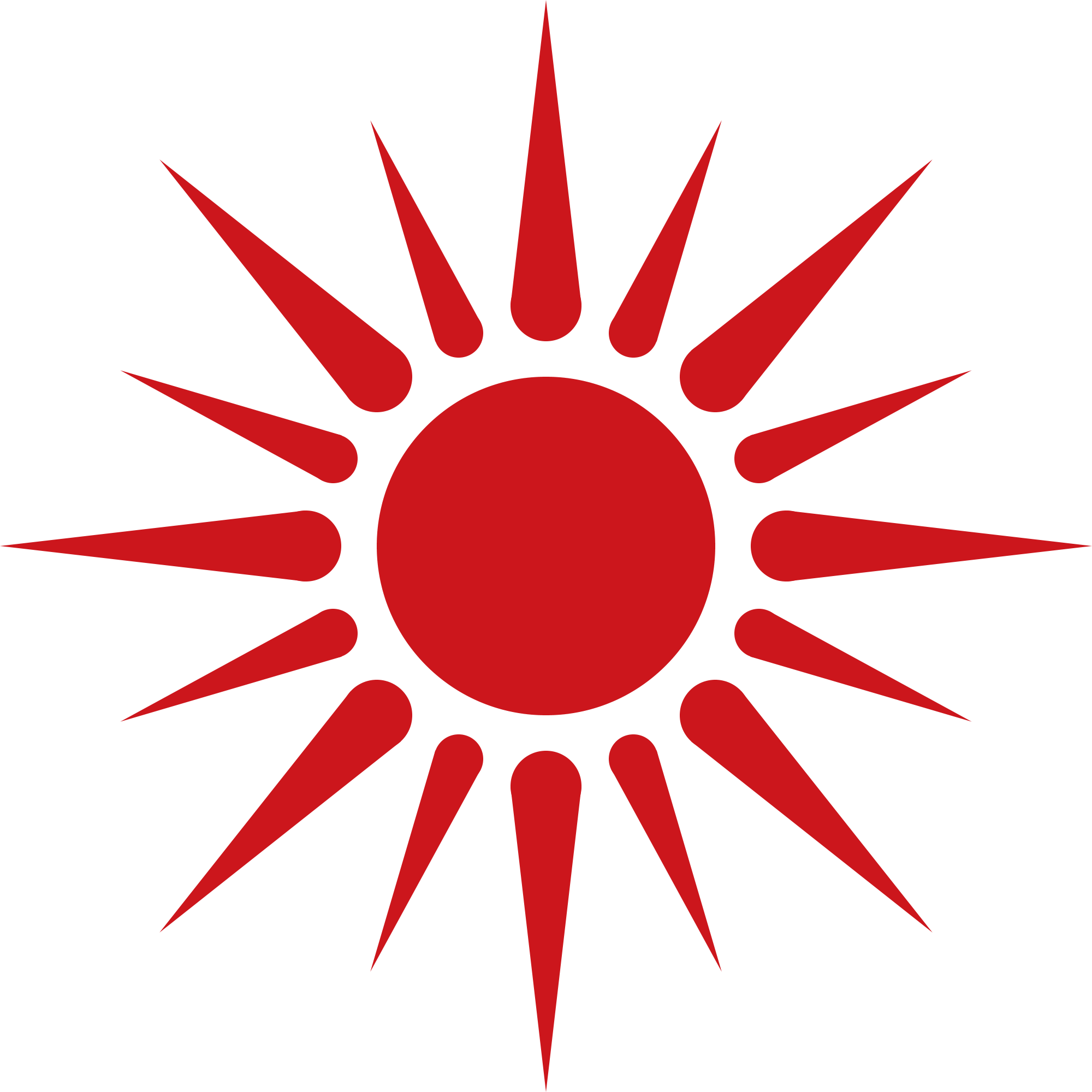
خورشید سرخ نیجریه آکینکونمی.
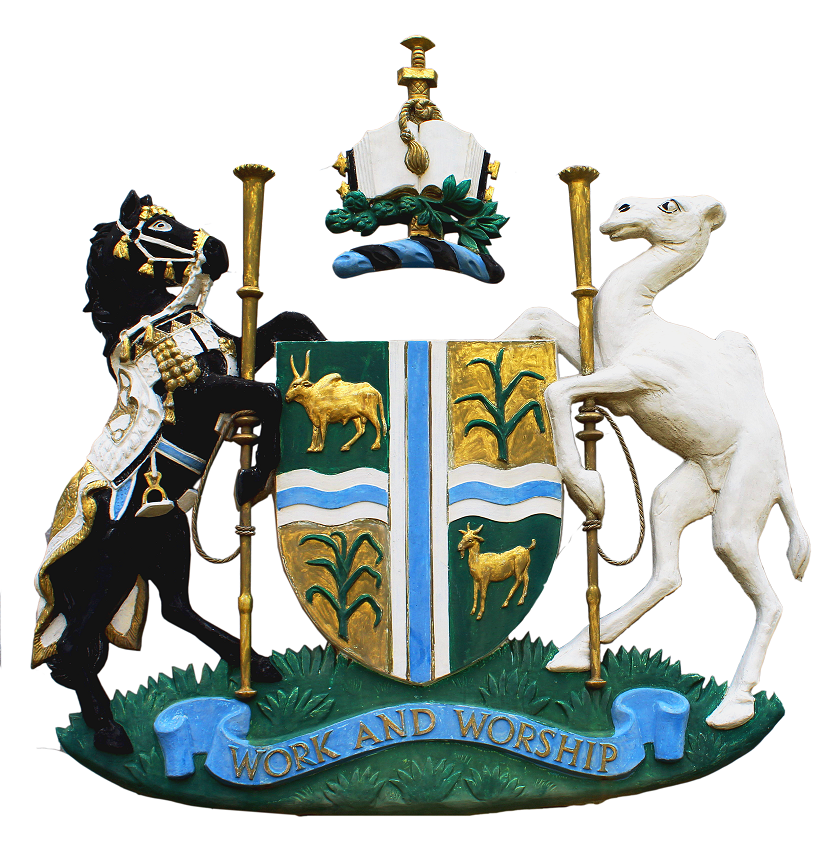
نشان دولت منحله شمال نیجریه